# Christoph Glatzer
Christoph Glatzer (* 10. Juni 1975) ist ein ehemaliger österreichischer Fußballspieler und nunmehriger -trainer.

## Karriere

### Als Spieler
Glatzer spielte als Aktiver für diverse unterklassige Vereine, unter anderem für den ASK Erlaa und den SV Gols. 2008 beendete er seine Karriere.

### Als Trainer
Glatzer trainierte ab 2010 in der Akademie des FK Austria Wien, wo er zunächst die U-15-Mannschaft betreute. Zwischen 2011 und 2013 war er Trainer der U-16-Mannschaft, zwischen 2013 und 2015 betreute er wieder die U-15.
Im März 2015 wurde Glatzer Co-Trainer von Andreas Ogris bei den Profis der Wiener Austria. Nachdem Ogris nach der Saison 2014/15 seine Tätigkeit als Cheftrainer wieder beendet hatte, kehrte auch Glatzer in die Akademie zurück und betreute wieder die U-15 der Austria.
Nachdem er wieder die U-15- und U-16-Mannschaften abwechselnd drei Saisonen lang betreut hatte, wurde er zur Saison 2018/19 Co-Trainer von Ogris bei der zweitklassigen Zweitmannschaft der Austria. Nachdem sich die Austria im März 2019 von Ogris getrennt hatte, übernahm Glatzer interimistisch den Cheftrainerposten bei den Young Violets. Nach der Saison 2018/19 wurde er von Harald Suchard abgelöst. Daraufhin wurde er im Juni 2019 Talentecoach bei der Austria.